# Елизавета Сибилла Саксен-Веймар-Эйзенахская
Елизавета Сибилла Мария Доротея Луиза Анна Амалия Саксен-Веймар-Эйзенахская (нем. Elisabeth Sybille Marie Dorothea Luise Anne Amalie von Sachsen-Weimar-Eisenach; 28 февраля 1854, Веймар — 10 июля 1908, Любсторф) — принцесса Саксен-Веймар-Эйзенахская, в замужестве герцогиня Мекленбург-Шверинская. Правнучка императора Павла Первого.

## Биография
Елизавета была дочерью великого герцога Саксен-Веймар-Эйзенахского Карла Александра и его супруги нидерландской принцессы Вильгельмины Софии, дочери короля Виллема II и Анны Павловны, дочери императора Павла I и императрицы Марии Фёдоровны.
В 1878 году с предложением жениться на Елизавете обратился король Нидерландов Виллем III, но ее мать решительно отказалась. 
6 ноября 1886 года она вышла замуж за герцога Мекленбург-Шверинского Иоганна Альберта. В браке детей не было. По словам А. Половцова, «муж её, так называемый Аби, был чрезвычайно ничтожен, она же очень дурна собой, но высшей степени любезна, мила и образованна». 
Скончалась 10 июля 1908 года и была похоронена в Доберанском монастыре. Её супруг вступил во второй брак с принцессой Елизаветой Штольберг-Россла.